# Axwijk
Axwijk is een buurtschap gelegen in de gemeente Edam-Volendam in de Nederlandse provincie Noord-Holland. Axwijk is tegenwoordig een onderdeel van het nabijgelegen dorp Middelie.

## Historie
Rond 1277 werd Axwijk tijdens een ruzie tussen de burgers en heren van Axwijk en Middelie, voor het eerst officieel vermeld.
De naam Axwijk heeft in de afgelopen eeuwen een aantal naamswijzigingen ondergaan. Rond het jaar 1300 werd Havicswijk op de plek van Axwijk vermeld. Later, rond 1500, werd dit Haecxwijck. De tegenwoordige naam Axwijk stamt af van Akswijk, dat rond 1750 zo werd genoemd.
Axwijk was een voortvarende buurtschap die langs een waterweg richting Zuiderzee liep. Door tol te laten betalen, verdiende de buurtschap veel. Rond 1357 werd de tolbetaling in Axwijk opgeheven. Vanwege deze ligging langs de waterweg, woonden er veel scheepslieden in Axwijk.
In 1414 Kwam Axwijk (samen met Middelie) onder het stadsrecht van Edam te vallen. Na de droogmaking van het Purmermeer in 1622 werd de vaarweg langs Axwijk minder belangrijk, waardoor de welvaart afnam. Door de gunstige ligging bij verschillende meren (Beemster en het Wormermeer), bleef de buurtschap samen met Middelie nog wel lange tijd een gemeenschap van vissers en zeevarenden.
Tot 1 januari 2016 behoorde Axwijk tot de gemeente Zeevang. Als gevolg van een gemeentelijke herindeling in Nederland werd de gemeente Zeevang bij die van Edam-Volendam gevoegd.